# Alexis Rodríguez
Alexis Rodríguez Valera, (* 7. července 1978) je kubánský zápasník volnostylař, olympijský medailista z roku 2000, který od roku 2010 startuje za Ázerbájdžán.

## Sportovní kariéra
Zápasit začal v 8 letech. Připravoval se v Havaně pod vedením Bárbaro Morgana. V seniorské kubánské reprezentaci se poprvé objevil v roce 1996 a prakticky okamžitě se zařadil mezi světovou špičku. V roce 1998 vybojoval v Teheránu titul mistra světa.
V roce 2000 startoval na olympijských hrách v Sydney. Po postupu ze základní skupiny prohrál v semifinále na lopatky s Arturem Tajmazovem z Uzbekistánu. V boji o třetí místo porazil Íránce Abbáse Džadídího a vybojoval bronzovou olympijskou medaili.
V roce 2004 se mu opět podařilo postoupit z náročné základní skupiny na olympijských hrách v Athénách, ale hned ve čtvrtfinále prohrál s Turkem Aydınem Polatçım a skončil na 5. místě.
V roce 2008 před olympijskými hrami v Pekingu pravděpodobně z rodné Kuby emigroval. V Pekingu totiž startoval jeho jmenovec, mezinárodně neznámý zápasník, Disney Rodríguez. V roce 2010 se objevil v Ázerbájdžánu, kde se připravoval a pomáhal s tréninkem reprezentace. V roce 2014 se několikrát představil na mezinárodních turnajích, jinak za Ázerbájdžán na velkém podniku nestartoval.

## Výsledky
| Turnaj            | 1997            | 1998            | 1999            | 2000            | 2001            | 2002            | 2003            | 2004            | 2005            | 2006            | 2007            |
| Turnaj            | 19              | 20              | 21              | 22              | 23              | 24              | 25              | 26              | 27              | 28              | 29              |
| Turnaj            | supertěžká váha | supertěžká váha | supertěžká váha | supertěžká váha | supertěžká váha | supertěžká váha | supertěžká váha | supertěžká váha | supertěžká váha | supertěžká váha | supertěžká váha |
| ----------------- | --------------- | --------------- | --------------- | --------------- | --------------- | --------------- | --------------- | --------------- | --------------- | --------------- | --------------- |
| Olympijské hry    |                 |                 |                 | 3.              |                 |                 |                 | 5.              |                 |                 |                 |
| Mistrovství světa | 2.              | 1.              | 16.             |                 | 3.              | 2.              | —               |                 | 2.              | —               | 2.              |